# Netherlands Bach Society
The Netherlands Bach Society (en neerlandés: Nederlandse Bachvereniging) es el conjunto de música barroca más antiguo de los Países Bajos y posiblemente del mundo. El conjunto fue fundado en 1921 en Naarden para interpretar la Pasión según San Mateo de Bach el Viernes Santo, y ha interpretado la obra cada año desde entonces en la Grote of Sint-Vituskerk de Naarden. Desde 1983 hasta 2018, Jos van Veldhoven fue el director artístico y director de orquesta. Shunsuke Sato se convirtió en director artístico el 1 de junio de 2018.
En 2021 el conjunto cumplió cien años. En preparación, la Sociedad está publicando una grabación nueva y de acceso libre cada dos semanas, que incluye un video HD de las 1080 obras de Johann Sebastian Bach, interpretadas por miembros del conjunto y músicos invitados bajo el título All of Bach.

## Historia

### Primeros años
La Nederlandse Bachvereniging se fundó oficialmente el 13 de septiembre de 1921. Johan Schoonderbeek fue uno de los miembros fundadores y su primer director. Ya había dirigido la Pasión según San Mateo con el Koninklijke Christelijke Oratorium Vereniging Excelsior (KCOV Excelsior), en La Haya. La Nederlandse Bachvereniging interpretó la Pasión según San Mateo por primera vez el Viernes Santo, 14 de abril de 1922. Siguiendo la costumbre de la época, la obra no se interpretó en su totalidad. Las interpretaciones de la obra se convirtieron en una tradición que se ha mantenido desde entonces.
Después de la muerte de Schoonderbeek en 1927, Evert Cornelis, director de la Utrechts Symfonie Orkest, se hizo cargo y fue el primero en interpretar la obra completa. Murió en 1931.

### Anthon van der Horst
Su sucesor fue Anthon van der Horst, quien también era organista de la iglesia. Estableció las representaciones regulares de la Pasión según San Mateo y la Misa en si menor desde 1931 hasta poco antes de su muerte, en 1965, atrayendo a oyentes de los Países Bajos y del extranjero. Estudió facsímiles y propuso aproximarse a las ideas del compositor. En gran contraste, Willem Mengelberg dirigió regularmente el Domingo de Ramos en el Concertgebouw una versión abreviada de la Pasión según San Mateo, en un enfoque romántico con un coro de 450 cantantes. Sin embargo, las actuaciones en Naarden y Ámsterdam fueron similares al principio, porque los músicos de la  Orquesta del Concertgebouw y los solistas eran los mismos.

### Charles de Wolff
Charles de Wolff fue el sucesor de Van der Horst en 1965. Durante ese período, Eugen Jochum continuó la tradición del Concertgebouw. La interpretación historicista iniciada por Nikolaus Harnoncourt, entre otros, ganó adeptos dentro de la Nederlandse Bachvereniging, que prosiguió las actuaciones con conjuntos más pequeños e instrumentos de época. De Wolff dejó la Sociedad Bach en 1983 para trabajar con Bachkoor Holland.

## Programa
Desde 1983 la Nederlandse Bachvereniging cuenta con un grupo de instrumentistas y cantantes especializados en música de los siglos XVII y XVIII. La Nederlandse Bachvereniging realiza unos cincuenta conciertos al año, concentrándose en obras de Bach y su familia, sus contemporáneos y predecesores, como Buxtehude, Carissimi, Charpentier, Grandi, Handel, De Koninck, Kuhnau, Mazzocchi, Monteverdi, Padbrué, Ritter, Scheidt., Schein, Schütz, Sweelinck, Telemann y Weckmann.
De 1983 a 2018 el director artístico fue Jos van Veldhoven, que dirigió aproximadamente la mitad de los conciertos. Entre los directores invitados se encuentran Gustav Leonhardt, Paul McCreesh, Philippe Herreweghe, Frans Brüggen, Iván Fischer y Masaaki Suzuki. Para mantener la experiencia de la Pasión según San Mateo «fresca no solo para él, sino también para los músicos y el público», se ha incluido a directores invitados cada dos años. Algunos de ellos dirigieron la obra por primera vez en Naarden, como Ton Koopman y René Jacobs. Atzo Nicolai, ministro de los Países Bajos que asiste regularmente, declaró: «San Mateo durante la Semana Santa es más grande en los Países Bajos que el Mesías en Navidad en cualquier otro lugar».

## Educación
La Nederlandse Bachvereniging ha colaborado con escuelas en un proyecto para aumentar el interés en la Pasión según San Mateo de Bach, llegando a varios cientos de estudiantes y sus profesores. En lecciones para invitados, ensayos, un CD-ROM interactivo y un sitio web, los asistentes se preparan para escuchar el concierto mientras comprenden sus componentes y significado.[cita requerida]

## Lista de directores deLa Pasión
- 1922-1925: Johan Schoonderbeek
- 1926-1927: Siegfried Ochs
- 1929-1930: Evert Cornelis
- 1931-1959: Anthon van der Horst
- 1958: Félix de Nobel
- 1959-1964: Anthon van der Horst
- 1965-1983: Charles de Wolff
- 1984: Jos van Immerseel
- 1985: Ton Koopman
- 1990: René Jacobs
- 1991: Philippe Herreweghe
- 1992: Ton Koopman
- 1993: Jos van Veldhoven
- 1994: Iván Fischer
- 1995: Gustav Leonhardt
- 1996: René Jacobs
- 1997: Jos van Veldhoven
- 1998: Sigiswald Kuijken
- 1999: Hans-Christoph Rademann
- 2000-2001: Jos van Veldhoven
- 2002: Gustav Leonhardt
- 2003: Marcus Creed
- 2004: Jos van Veldhoven
- 2005: Masaaki Suzuki
- 2006: Jos van Veldhoven
- 2007: Richard Egarr
- 2008: Jos van Veldhoven
- 2009: Lars Ulrik Mortensen
- 2010: Jos van Veldhoven
- 2011:
- 2012:
- 2013:
- 2014: Jos van Veldhoven
- 2015: Stephan MacLeod
- 2016: Jos van Veldhoven

El conjunto ha grabado, entre otros, en 1998 la Pasión según San Mateo de Bach, dirigida por Jos van Veldhoven, con Gerd Türk como el Evangelista, Geert Smits como Vox Christi, Johannette Zomer, Andreas Scholl, Hans Jörg Mammel y Peter Kooy, publicado en Channel Classics Records.